# Cogianco Genzano Futsal 2012-2013
Questa pagina raccoglie i dati riguardanti la Cogianco Genzano Futsal, squadra di calcio a 5 militante in serie A, nelle competizioni ufficiali del 2012-2013.

## Organico

### Prima squadra
| N° | Naz.                                   | Ruolo | Sportivo           | Anno     |  |  |
| -- | -------------------------------------- | ----- | ------------------ | -------- |  |  |
| 1  | Brasile (bandiera)                     | POR   | Diogo Colombo      | 28.07.82 |  |  |
| 2  | Brasile (bandiera) · Italia (bandiera) | UNI   | Fernando Grana     | 26.08.79 |  |  |
| 3  | Brasile (bandiera) · Italia (bandiera) | LAT   | Daniel Giasson     | 24.08.87 |  |  |
| 5  | Brasile (bandiera)                     | PIV   | Éverton            | 23.06.81 |  |  |
| 6  | Argentina (bandiera)                   | LAT   | Maximiliano Rescia | 29.10.87 |  |  |
| 7  | Brasile (bandiera)                     | PIV   | Mauricio           | 06.12.83 |  |  |
| 8  | Italia (bandiera)                      | UNI   | Simone De Bella    | 25.10.74 |  |  |
| 13 | Italia (bandiera)                      | POR   | Valerio Bernardi   | 22.06.72 |  |  |
| 14 | Brasile (bandiera)                     | LAT   | Manoel Crema       | 01.10.88 |  |  |
| 15 | Italia (bandiera)                      | LAT   | Sergio Romano      | 28.08.87 |  |  |
| 16 | Brasile (bandiera)                     | LAT   | Paulinho           | 24.09.80 |  |  |
| 23 | Italia (bandiera)                      | POR   | Luca Leofreddi     | 24.09.80 |  |  |
| 24 | Italia (bandiera)                      | POR   | Michele Miarelli   | 29.04.84 |  |  |
| 28 | Spagna (bandiera)                      | LAT   | Saúl Olmo          | 29.04.84 |  |  |

### Under-21
| N° | Naz.              | Ruolo | Sportivo          | Anno     |  |  |
| -- | ----------------- | ----- | ----------------- | -------- |  |  |
| 11 | Italia (bandiera) | PIV   | Giuseppe Mentasti | 06.06.91 |  |  |
| 12 | Italia (bandiera) | LAT   | Matteo Cucchi     | 07.10.92 |  |  |
| 17 | Italia (bandiera) | POR   | Domenico Giannone | 25.08.91 |  |  |
| 21 | Italia (bandiera) | LAT   | Yuri Bacoli       | 14.01.92 |  |  |

## Staff tecnico
- Direttore Sportivo: Francesco D'Ario
- Allenatore prima squadra: Alessio Musti
- Preparatore portieri: Mauro Ceteroni
- Preparatore atletico: Vito Stoppa
- Fisioterapisti: Ugo Melaranci, Enzo Mampieri, Massimiliano Piva
- Team Manager: Matteo Colangeli
- Collaboratore logistica-tecnica: Francesco Colangeli
- Medico:
- Allenatore Under-21: Stefano Esposito